# Schwarzenborn (Eifel)

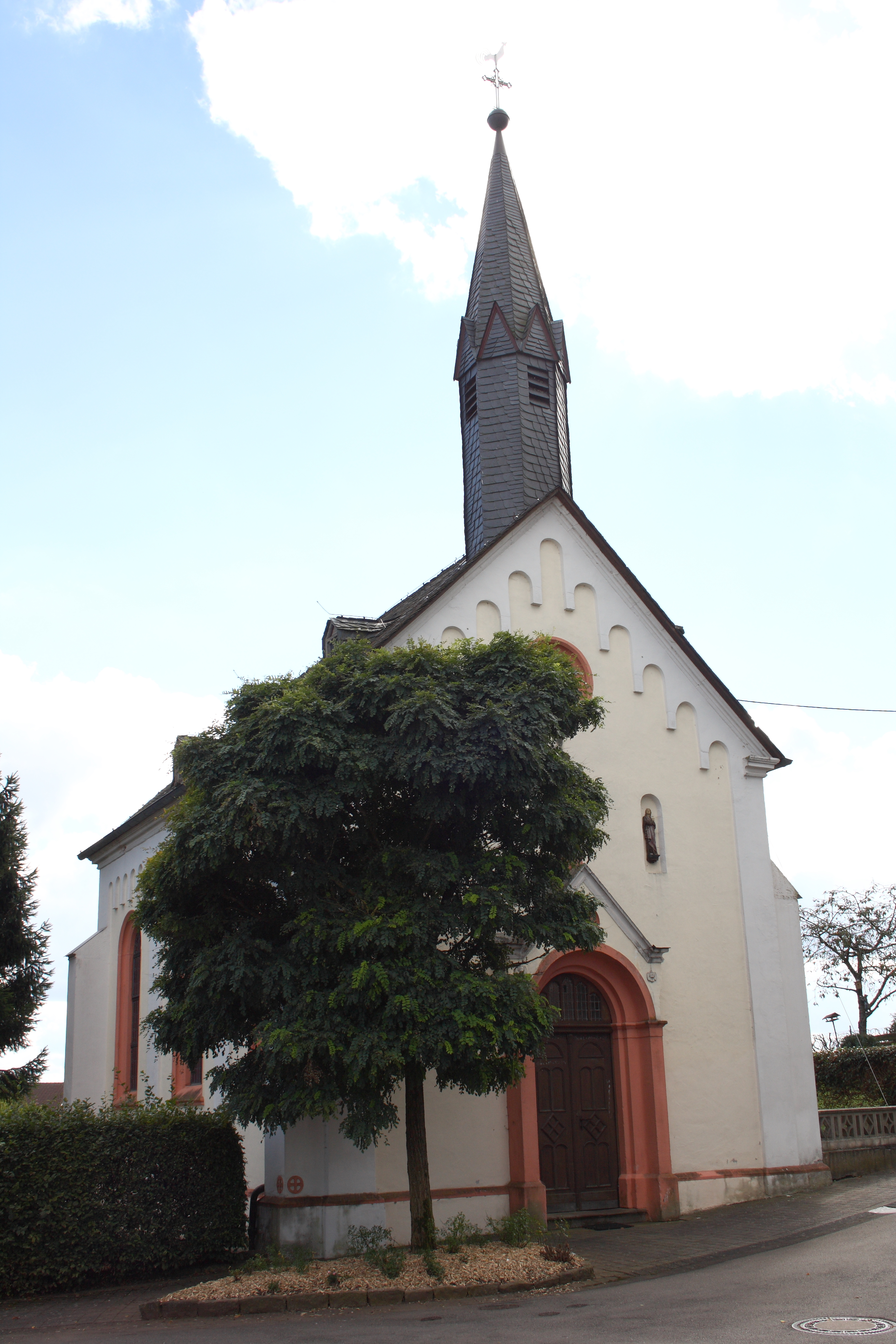
Filialkirche St. Martin

Schwarzenborn ist eine Ortsgemeinde im Landkreis Bernkastel-Wittlich in Rheinland-Pfalz. Sie gehört der Verbandsgemeinde Wittlich-Land an.

## Geographie
Schwarzenborn liegt in einem Mischwaldgebiet der westlichen Vulkaneifel unweit des US-Luftwaffenstützpunktes Spangdahlem Air Base. 71,2 Prozent der Gemarkungsfläche sind bewaldet.
Zu Schwarzenborn gehören die Wohnplätze Salmberg und Forsthaus Schwarzenborn.

## Geschichte
Schwarzenborn gehörte seit dem Spätmittelalter zur Herrschaft Oberkail im Herzogtum Luxemburg, die bis zu ihrem Aussterben im Jahre 1762 ein Lehen der Grafen von Manderscheid-Kail war; danach fiel die Herrschaft an die Linie Manderscheid-Blankenheim.
Nach 1792 hatten französische Revolutionstruppen die Österreichischen Niederlande, zu denen das Herzogtum Luxemburg gehörte, besetzt und im Oktober 1795 annektiert. Von 1795 bis 1814 gehörte der Ort zum Kanton Dudeldorf im Departement der Wälder.
Im Jahr 1815 wurde das ehemals luxemburgische Gebiet östlich der Sauer und der Our auf dem Wiener Kongress dem Königreich Preußen zugeordnet. Damit kam die Gemeinde Schwarzenborn 1816 zum Kreis Wittlich im Regierungsbezirk Trier in der Provinz Großherzogtum Niederrhein, die 1822 in der Rheinprovinz aufging. Schwarzenborn wurde der Bürgermeisterei Gransdorf zugeordnet.
Die Kirche von Oberkail diente den Schwarzenbornen auch als Pfarrkirche, aber auch das Kloster Himmerod, rund drei Kilometer südöstlich, prägte die Gegend. Seit 1946 ist der Ort Teil des Landes Rheinland-Pfalz.
Bevölkerungsentwicklung
Die Entwicklung der Einwohnerzahl von Schwarzenborn, die Werte von 1871 bis 1987 beruhen auf Volkszählungen:
| Jahr | Einwohner |
| 1815 | 91        |
| 1835 | 82        |
| 1871 | 96        |
| 1905 | 86        |
| 1939 | 72        |
| 1950 | 82        |

| Jahr | Einwohner |
| 1961 | 61        |
| 1970 | 63        |
| 1987 | 40        |
| 1997 | 37        |
| 2005 | 47        |
| 2023 | 57        |

## Politik

### Gemeinderat
Der Gemeinderat in Schwarzenborn besteht aus den Ratsmitgliedern, die in einer Mehrheitswahl gewählt wurden, und dem Vorsitzenden.

### Ortsbürgermeister
2024 wurde Peter Sons, WV Sons, zum Ortsbürgermeister gewählt.
Die Vorgänger waren Markus Mrochen (seit 2022) und Sven Engler.

## Sehenswürdigkeiten
Schwarzenborn verfügt über ein Gasthaus und über die kleine Kirche St. Martin mit schlankem Turm.
Siehe auch: Liste der Kulturdenkmäler in Schwarzenborn

## Persönlichkeiten
- Mathias Zens (1839–1921), Bildhauer
- Hans Richarts (1910–1979), Bundestagsabgeordneter der CDU, MEP